# Fromia ghardaqana

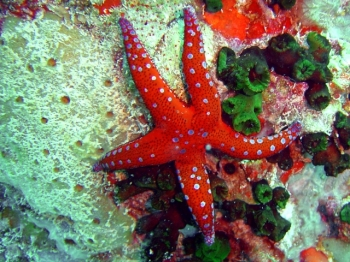
Fromia ghardaqana

La estrella de mar de Ghardaqa (Fromia ghardaqana) es una especie de estrella de mar de la familia Goniasteridae.

## Morfología
De simetría pentaradial, su cuerpo aplanado está formado por un disco pentagonal con cinco brazos. Es de color rojo intenso y moteada con lunares blancos, que siempre son más abundantes hacia los extremos de los brazos. Normalmente, suelen tener tres hileras de lunares en cada brazo, aunque algunos ejemplares están repletos de lunares. Hay una variedad que presenta las manchas de color azul. 
Tienen un esqueleto interno calcáreo y un sistema ambulacral, que les sirve para la locomoción, la captura de alimentos y la respiración. Este (hidroesqueleto) toma agua del medio externo por medio del madreporito, o placa madrepórica, que consiste en un orificio con una especie de rejilla, y la presión generada en el sistema interno de cavidades sirve para mover los pequeños "pies", que salen al exterior entre las placas esqueléticas. Estos pies móviles se denominan pies ambulacrales.
El aparato digestivo consta, principalmente, de una boca en posición ventral, un estómago que se puede evertir, haciendo que su superficie interior pase a ser exterior, y un intestino corto, recto, que acaba en un ano.
Su estómago está dividido en dos sectores: el cardíaco y el pilórico. El estómago cardíaco puede revertirse y expulsarse hacia el exterior, posibilitando la digestión externa. La estrella de mar revierte este sector del estómago, lo proyecta hacia el exterior y lo introduce en la presa a digerir (por ejemplo dentro de un mejillón o caracol). La digestión extraintestinal toma unas 10 horas, y durante todo ese tiempo esta porción del estómago permanece en el exterior de la estrella de mar y en el interior de su presa.
Alcanzan un tamaño de 3 a 4 cm de diámetro, pudiendo llegar hasta 8 cm. Viven por encima de 35 años.

## Hábitat y distribución
En fondos marinos arenosos y rocosos de lagunas y laderas de arrecifes. Común sobre  corales hermatípicos.
Se distribuyen exclusivamente en el mar Rojo, del que son endémicas.
Profundidad: entre 1 y 20 m.

## Alimentación
Detritívoras, predadoras y carnívoras, se alimentan tanto de detritus como de moluscos, crustáceos y otras estrellas de mar.

## Reproducción
Son hermafroditas protoándricos, los machos adultos pueden convertirse en hembras. Pueden desovar tanto óvulos como espermatozoides, liberando hasta 2.500.000 de huevos. La fertilización es externa, y generan una larva ciliada, de simetría bilateral, que evoluciona al animal adulto con simetría pentaradial.
También pueden tener un curioso sistema de reproducción asexual. En este tipo de reproducción, la estrella de mar, se puede regenerar totalmente a partir de un solo brazo que por cualquier razón se haya escindido.

## Mantenimiento
Sólo se recomienda su adquisición a expertos. Particularmente sensible a las variaciones de densidad del agua.